# Lablab purpureus
Lablab purpureus är en ärtväxtart som först beskrevs av Carl von Linné, och fick sitt nu gällande namn av Robert Sweet. Lablab purpureus ingår i släktet Lablab och familjen ärtväxter.

## Underarter
Arten delas in i följande underarter:
- L. p. bengalensis
- L. p. purpureus
- L. p. uncinatus

## Bildgalleri

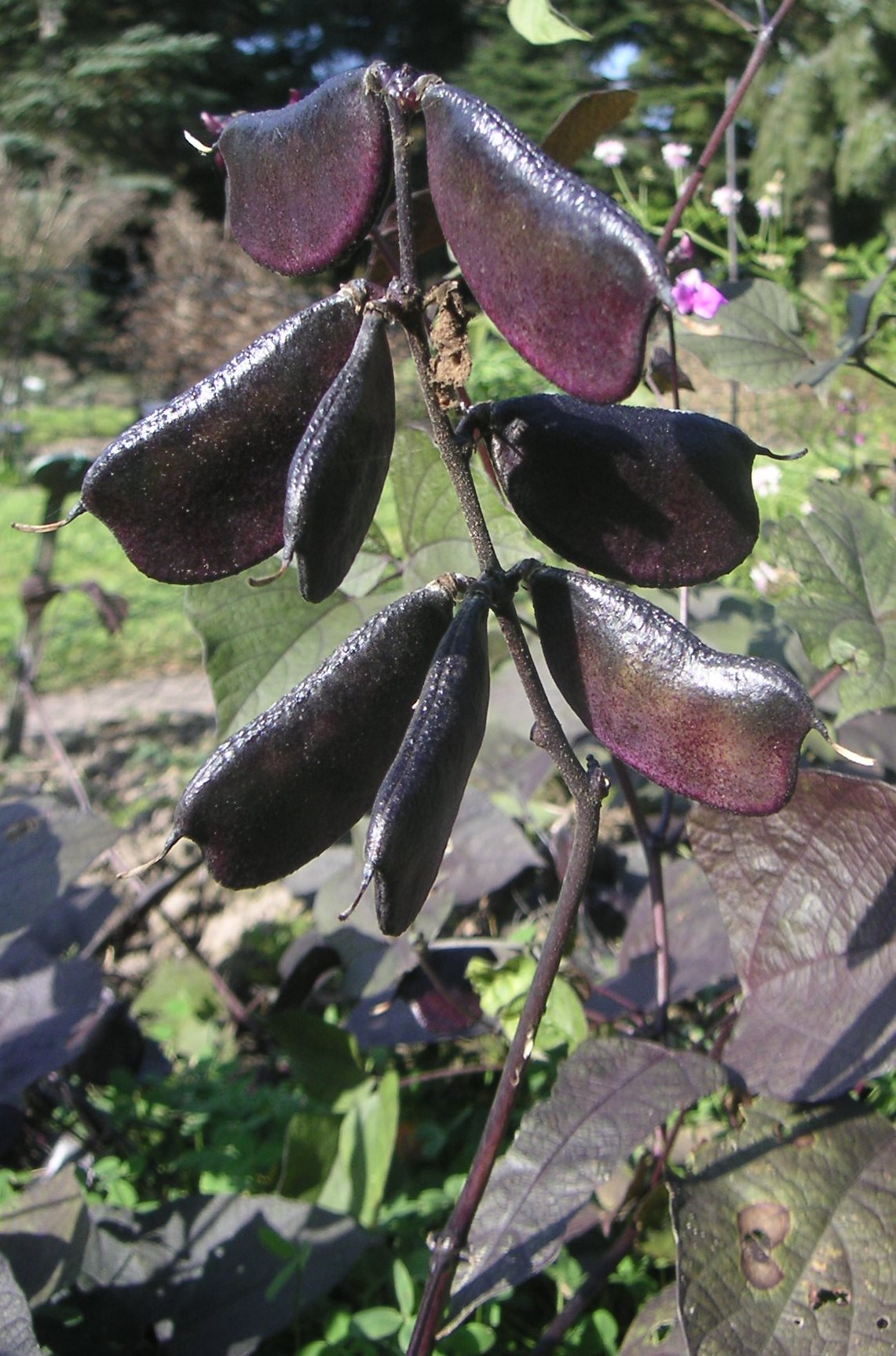
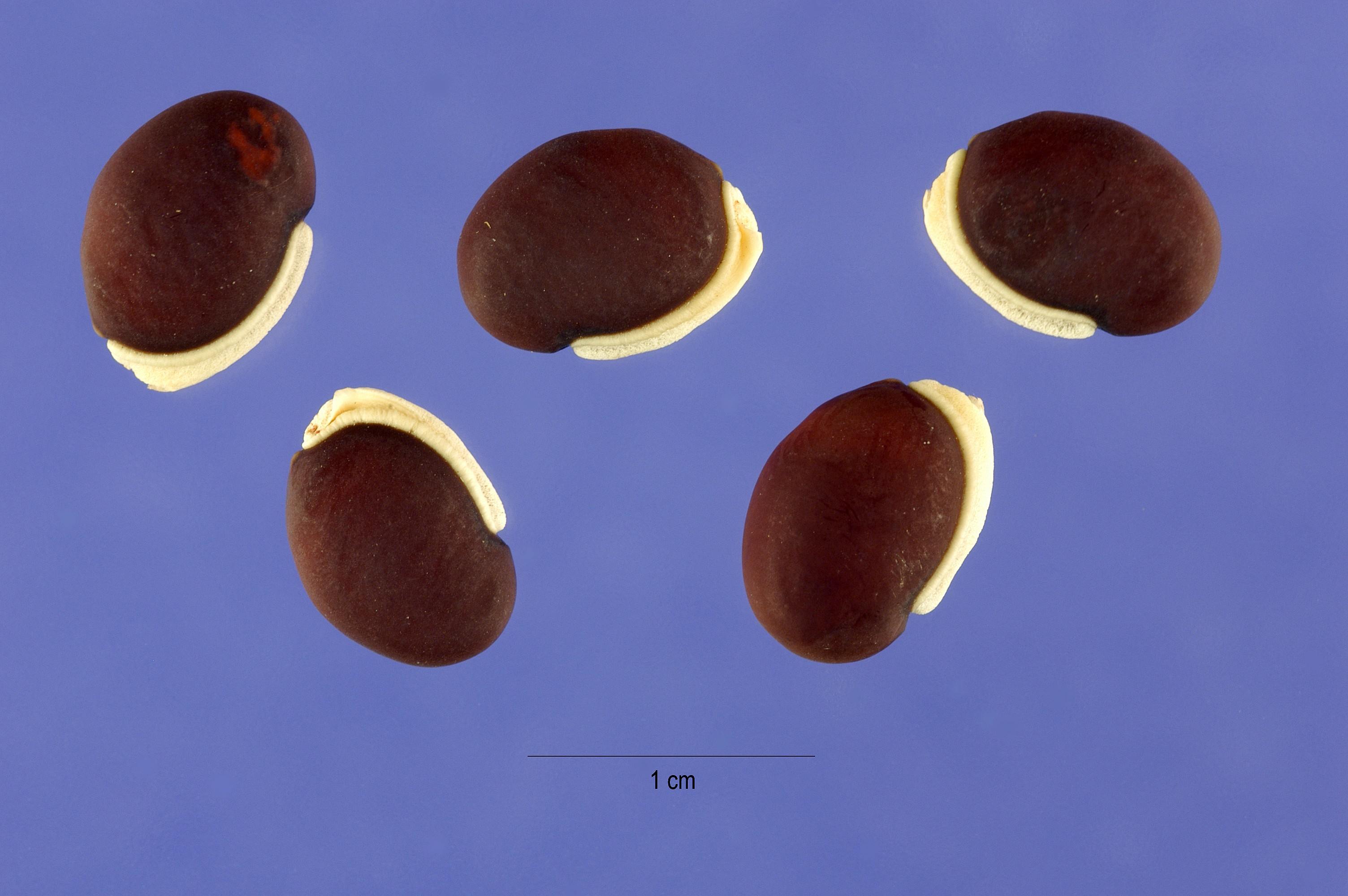